# 岩手ぴこ
岩手ぴこ（いわてぴこ）または、岩手ぴこ専門官（いわてぴこせんもんかん）は、自衛隊岩手地方協力本部に所属する日本の防衛省職員 で、イラストレーター。2012年頃より自衛隊岩手地方協力本部にて広報用のイラスト・4コママンガなどを担当。現在はピコ・大東洋ミランドラと改名している。

## 呼称の由来
自衛隊岩手地方協力本部の英語表記 IWATE Provincial Cooperation Office の文字からIWATE PCO（岩手ぴこ）。
岩手地方協力本部そのものを指す名称から派生した固有名詞。

## 連載漫画の題名
- 2012年 岩手ぴこ[4]
- 2013年 岩手ぴこZ
- 2013年 新・岩手ぴこ[5]
- 2014年 なんとなく匍匐前進[6]
- 2014年 3Dプリン体[7]

## 活動

### 岩手地本広報関連
- 2013年当時萌えキャラ隆盛の自衛隊広報分野において，バーコード頭のくたびれた管理職と思われる中年男性（後に自衛隊岡山地方協力本部の広報マンガ「ジエイのお仕事」から「エイジ」と名付けられる[8][9]）キャラクターを誕生させ，盛岡駅地下通路の自衛官募集広告に登場させる[10]。
- 象が迷彩柄の忍者姿になっている岩手地本オリジナルぬいぐるみキャラクター「ケケマル君」を作成。岩手駐屯地の陸上自衛隊を取材する「ケケマル日記」を担当[11]。
- 2013年9月 - 『ゴルゴ13』の主人公デューク東郷を岩手地方協力本部に於ける自衛官募集広告に登場させる[12]。
- ゴルゴ13を自衛隊の広報に活用したことが、『読売新聞』（デジタル、東北版）や『岩手日報』、『盛岡タイムズ』に報じられる[13][14][15]。
- リイド社[16]『コミック乱ツインズ 戦国武将列伝』の一作である『戦国自衛隊』に資料協力を行い、2014年11月10日に出版された同作の単行本1巻には「資料協力 岩手ぴこ」と記載される[要出典]。
  - 『戦国自衛隊』の資料協力は4月号よりピコ・大東洋ミランドラに変更されている[要出典]。

### あまちゃん関連
- 個人のTwitter上にてNHK連続テレビ小説「あまちゃん」を題材とするイラストを共有するハッシュタグ「#あま絵」に参加[要出典]
- エキストラ出演に当選し、あまちゃん最終回（予告と本編）に映る[17][要検証 – ノート]。
- 『あまちゃんファンブック2 おら、やっぱり「あまちゃん」が大好きだ!』扶桑社、2013年11月 ISBN 978-4-594-06945-2 にイラストが掲載される[18]。
- 2013年11月28日、東京カルチャーカルチャー（お台場）で開催された『あまちゃんファンブック2』発売前夜祭にて壇上デビュー[19][要出典]。
- 岩手県久慈市内では「あま絵」を街づくりの活性化に活用しており[20][要出典]、岩手ぴこの作品は三陸鉄道久慈駅のサイン色紙・道の駅くじやませ土風館等々にてイラストを見ることができる[21][要出典]。
- 2014年3月7日 - 4月6日に梅田ロフトで開催された『おら、いつまでたっても「あまちゃん」が大好きだ』展にて、青木俊直・シラトリユリ・なかはら★ももた等著名漫画家と並び作品展示ブース設置[22]、自己紹介パネルに「岩手ぴこ らくがき家」と表記[要出典]。
  - ※梅田ロフト、渋谷ロフトで販売された岩手ぴこ等のイラストを用いたチャリティーグッツの収益70万円は、『おら、いつまでたっても「あまちゃん」が大好きだ！展』スピンオフ企画、「あまロス」ツアー（開催期間2014年7月11日（金） - 7月13日（日）[23]）中，2014年7月12日、青木俊直の手により三陸鉄道に贈呈された[要出典][24]。
- 岩手県知事達増拓也、コラムニスト中森明夫、文筆家中川大地、三陸鉄道久慈駅駅長 橋上和司、漫画家青木俊直がパネラーをつとめた、あまちゃんサミット〜全国あまちゃんファンのつどい〜[25] 専用ホームページ・広告用ポスターのイラストに採用される。
- ピコ・大東洋ミランドラの「あま絵」イラストが北三陸あまちゃん観光推進協議会制作ポスター4種類のうちの1種類に選ばれる（他3名は、青木俊直・松田洋子・なかはら★ももた）[26][27]。

### 岩手県地域復興関連
- 岩手県盛岡市で開催された「いわて若者文化祭」（開催期間2014年11月15日 - 16日）[28] にて、あま絵ツイートをする存在として企画部会の委員に抜擢される[要出典][29]。